# KF Ulpiana Lipljan
KF Ulpiana kosovski je nogometni klub iz Lipljana. U sezoni 2023./24. natjecao se u Ligi e Parë, drugom rangu kosovskog nogometnog sustava, ali su isključeni s Vllaznijom nakon što su proglašeni krivima za namještanje utakmica.
"Ulpiana" potječe od latinskog imena Lipljan (koje je pak izvedeno od imena cara Marka Ulpija Trajana).
Dok se natjecao u jugoslavenskim nogometnim ligama bio je poznat kao FK Sloga Lipljan.

## O klubu
Klub je osnovan 1926. godine. Natjecao se u Superligi Kosova samo jednom (sezona 2008./09.) kada je završio na 12. mjestu (od 16) i ispao.

## Stadion
Domaće utakmice klub igra na stadionu Sami Kelmendi, kapaciteta 2500 mjesta, koji ne zadovoljava kriterije UEFA-e.

## Vanjske poveznice
- Službene stranice kluba